# NGC 5089
NGC 5089 (другие обозначения — UGC 8371, IRAS13173+3031, MCG 5-31-175, ZWG 161.12, ZWG 160.194, WAS 68, KUG 1317+305, PGC 46477) — спиральная галактика с перемычкой (SBc) в созвездии Волосы Вероники.
Этот объект входит в число перечисленных в оригинальной редакции «Нового общего каталога».